# Szczytna

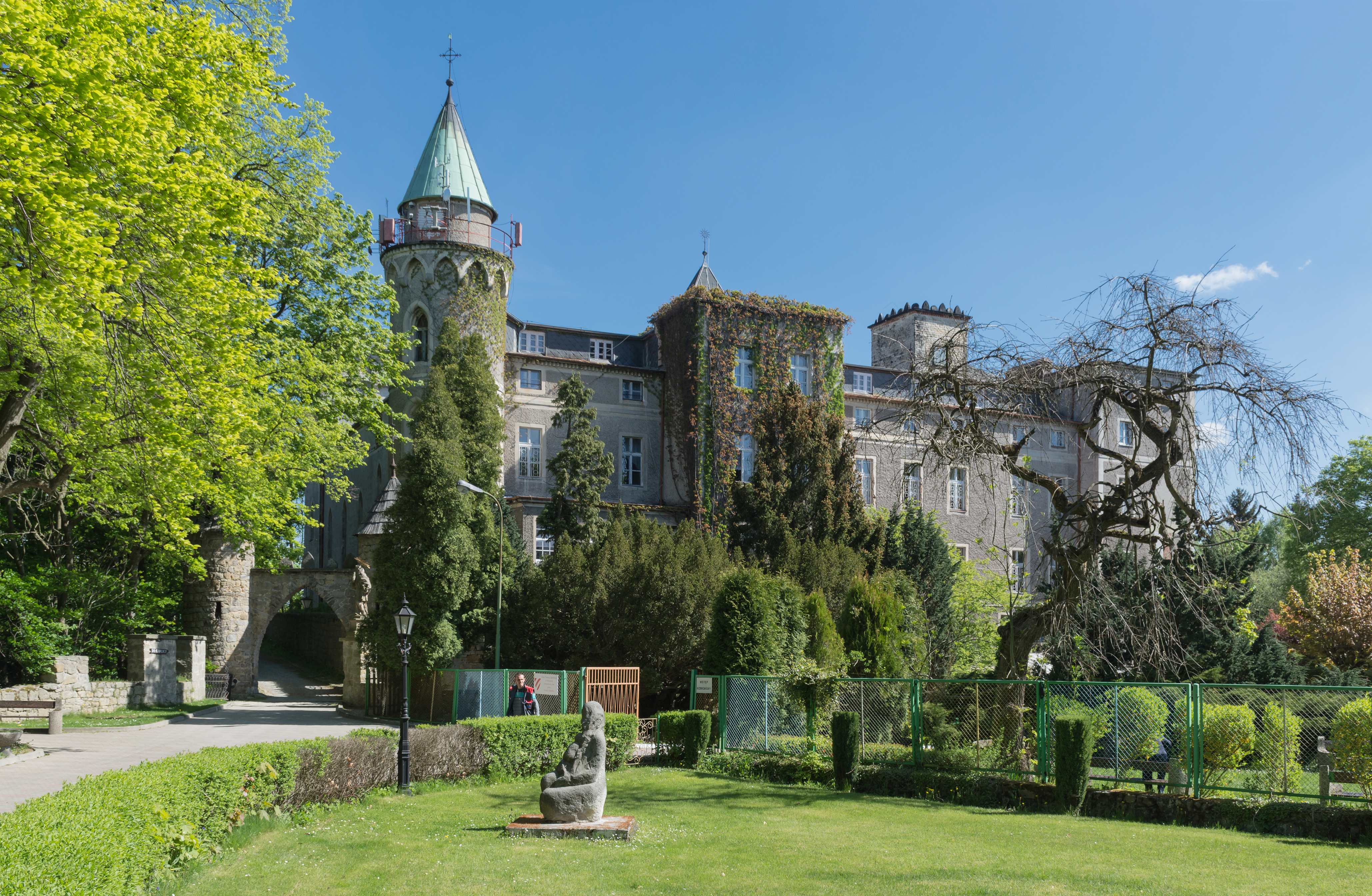
Zamek Leśna (2015)

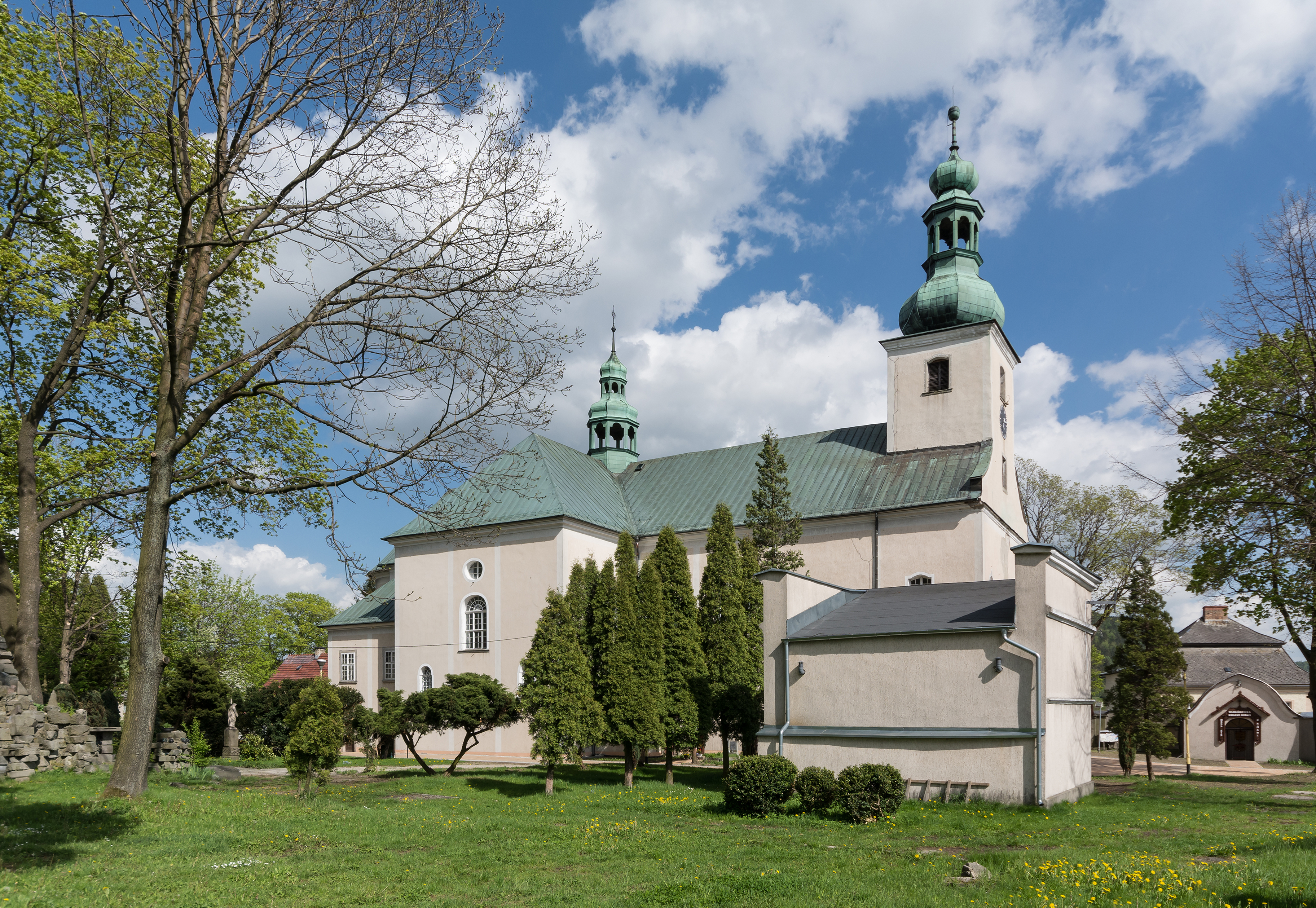
Kościół św. Jana Chrzciciela w Szczytnej, (2015)

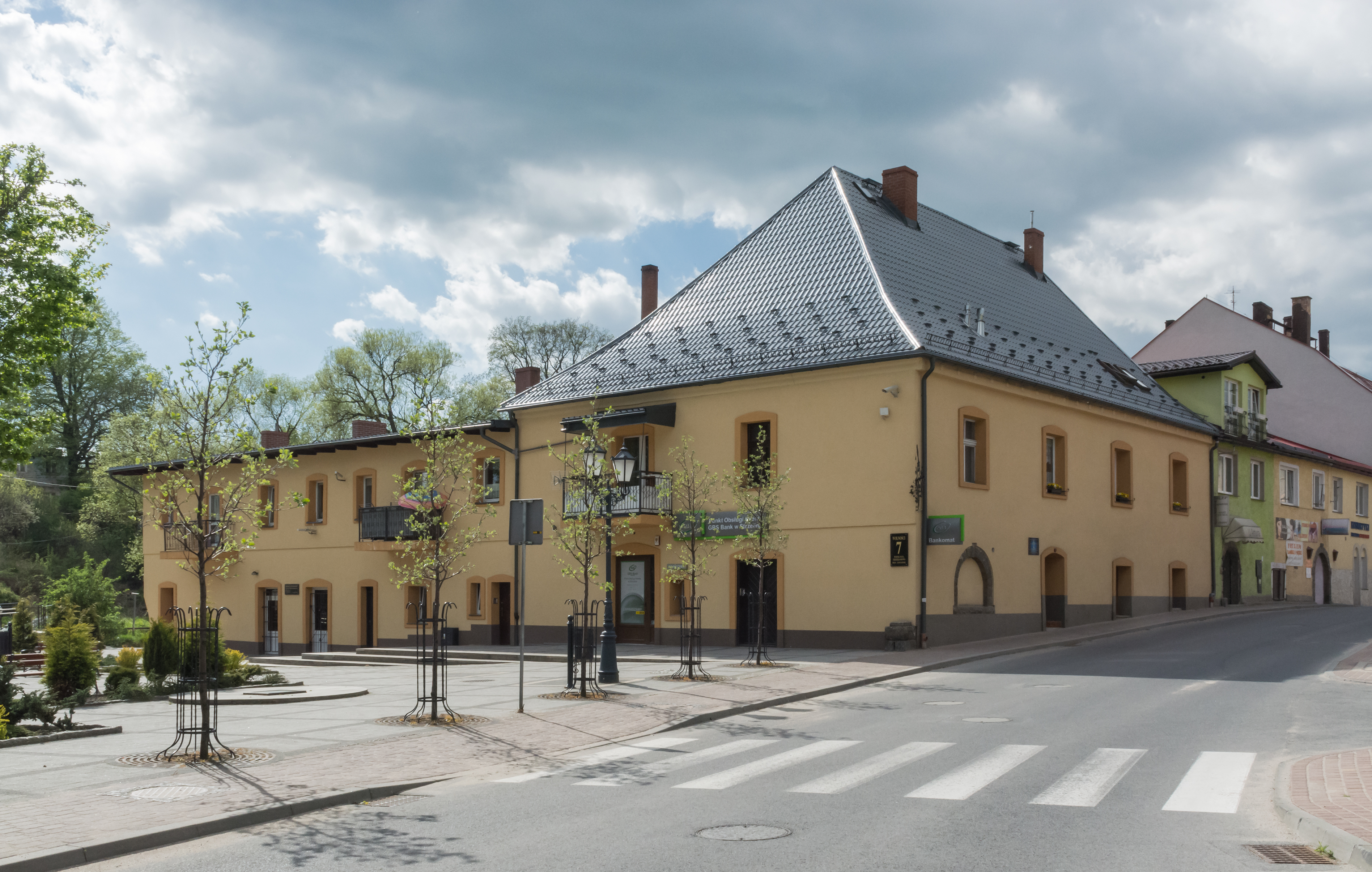
Zabytkowy dom przy ul. Wolności 7 (2015)

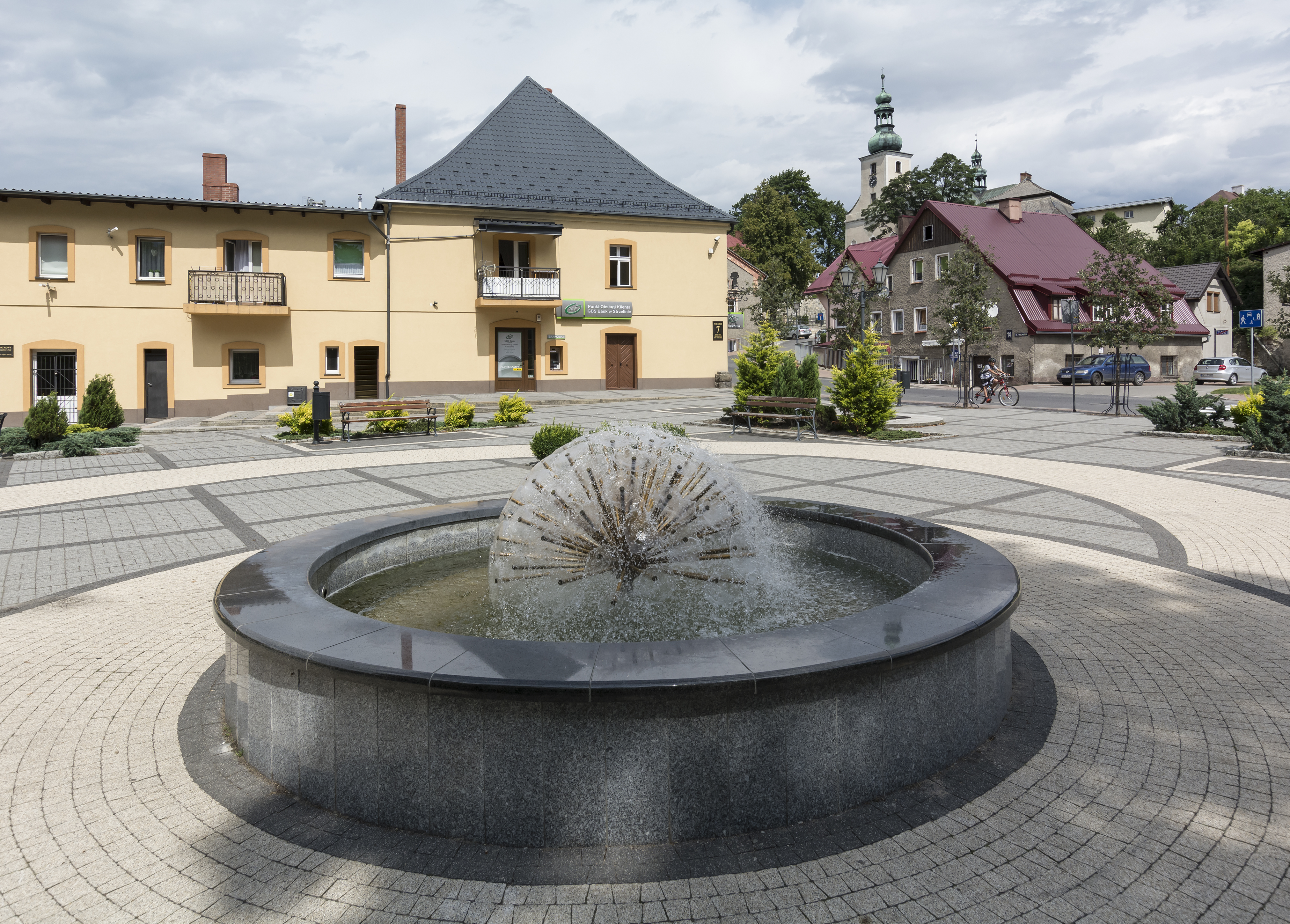
Fontanna przy ul. Wolności (2014)

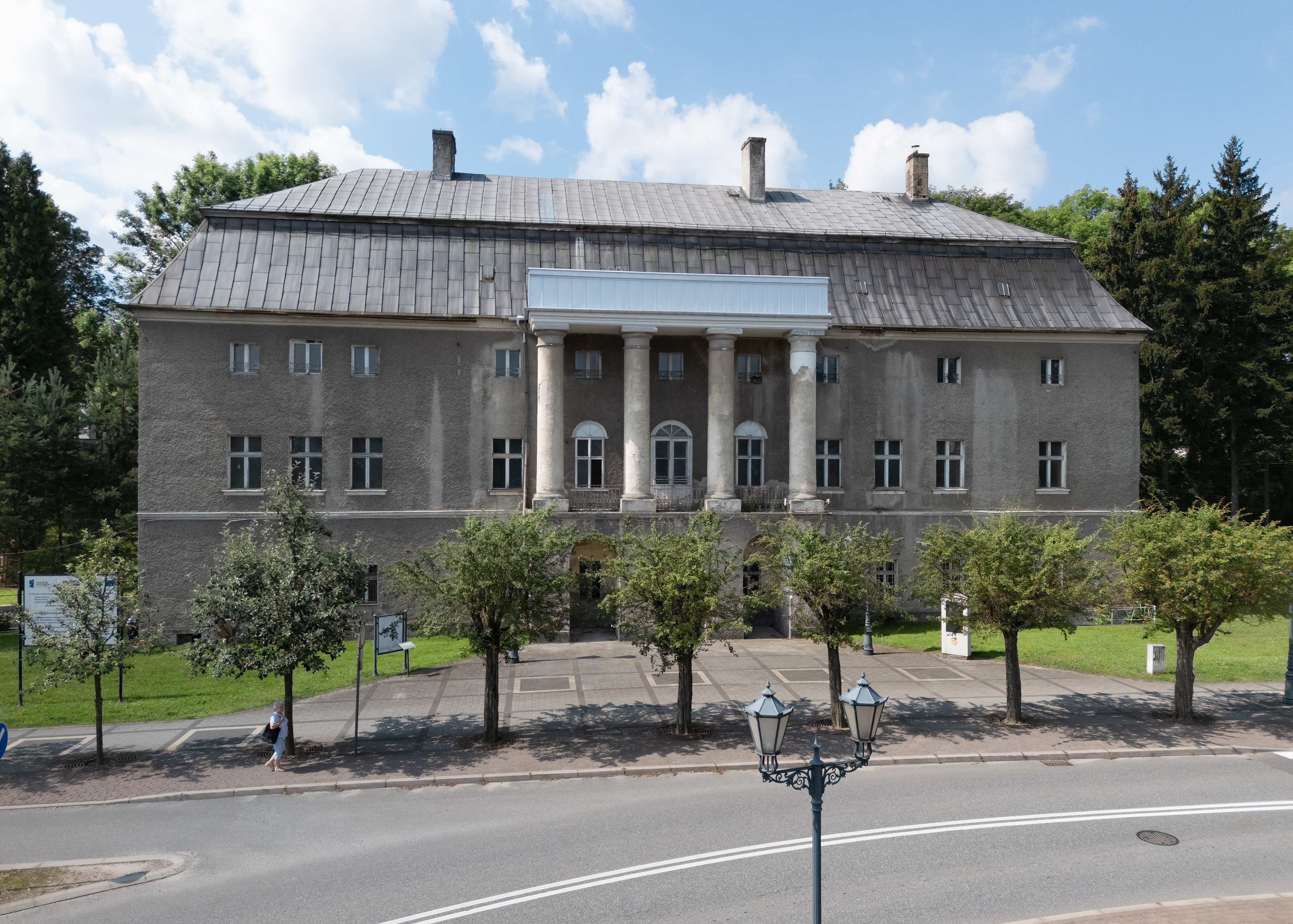
Pałac w Szczytnej

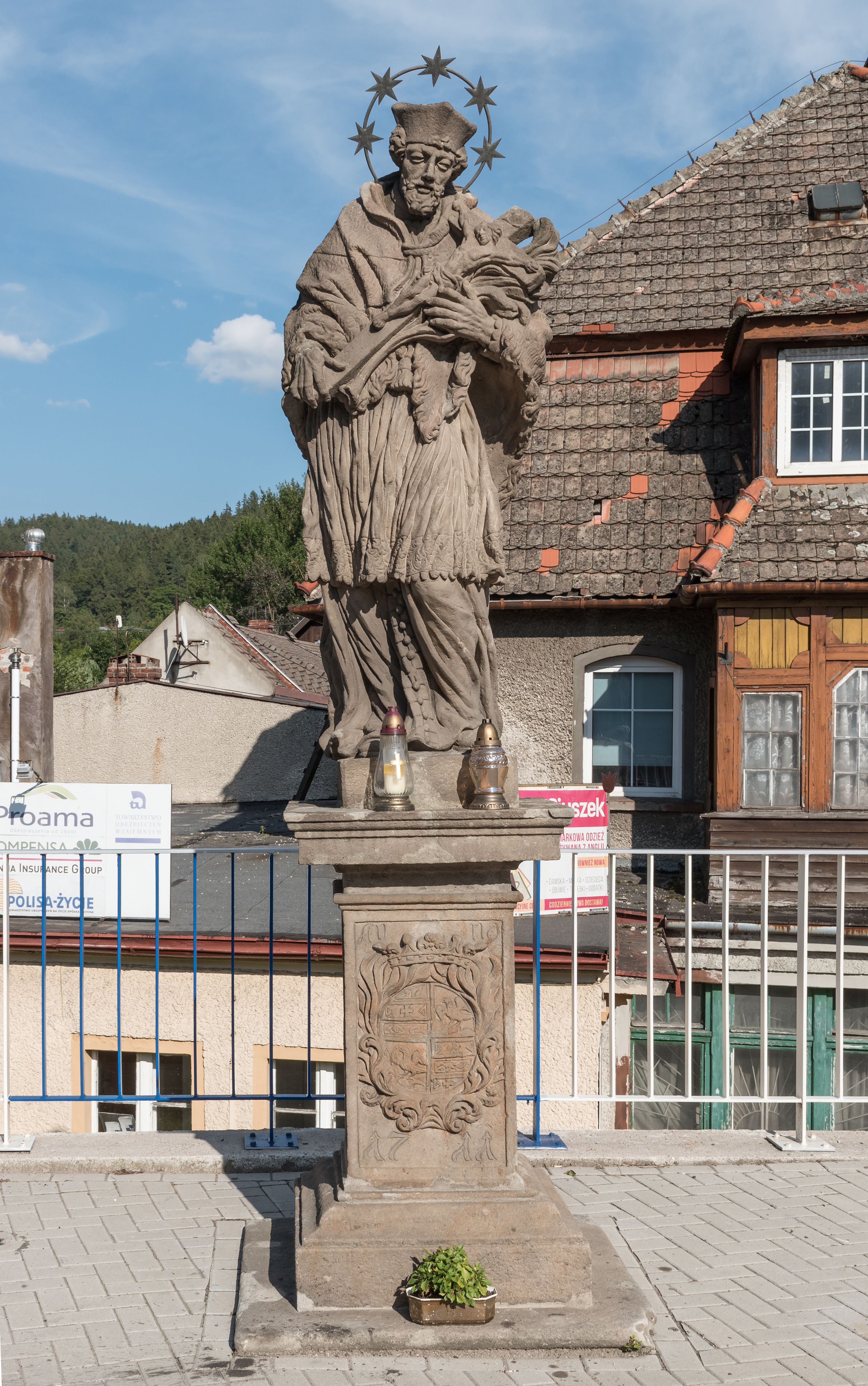
Figura Nepomucena z herbem v. Hartig na postumencie (2017)

Szczytna (do 1945 r. niem. Rückers) – miasto w Polsce położone w województwie dolnośląskim, w powiecie kłodzkim, siedziba gminy miejsko-wiejskiej Szczytna. Leży u podnóża Gór Stołowych, nad Bystrzycą Dusznicką.
Ośrodek przemysłowo-usługowy i turystyczno-krajoznawczy. Przemysł metalowy i drzewny, do 2012 funkcjonowała także huta szkła gospodarczego i szlifiernia kryształów. Przez miasto przebiega trasa międzynarodowa E67 i linia kolejowa Kudowa-Zdrój – Kłodzko.
Według danych GUS z 1 stycznia 2023 r. miasto miało 4850 mieszkańców (578. miejsce w kraju).

## Położenie
Szczytna to miasto leżące we wschodniej części Obniżenia Dusznickiego, w dolinie pomiędzy Górami Stołowymi na północy i Górami Bystrzyckimi, na wysokości 460–852 m n.p.m. Przez miejscowość przepływają Bystrzyca Dusznicka, dopływ Nysy Kłodzkiej oraz lewy dopływ samej Bystrzycy, Kamienny Potok. Według danych z 1 stycznia 2023 r. powierzchnia miasta wynosiła 80,38 km² (51. miejsce w kraju).

## Podział administracyjny
Miejscowość należała do hrabstwa kłodzkiego. W latach 1975–1998 miasto administracyjnie należało do województwa wałbrzyskiego.

## Toponimia
W dokumencie z 1347 roku Szczytna występuje pod nazwą Rukers i pod zbliżoną nazwą Rückers dotrwała do końca II wojny światowej. Nazwa miejscowości bierze się od jej założyciela o imieniu Rüdiger. Polscy osadnicy początkowo używali spolszczonej formy nazywając dzisiejszą Szczytną Rucewem (stacja kolejowa nosiła krótko nazwę Ruchock). Obecna nazwa została administracyjnie zatwierdzona 19 maja 1946.

## Historia

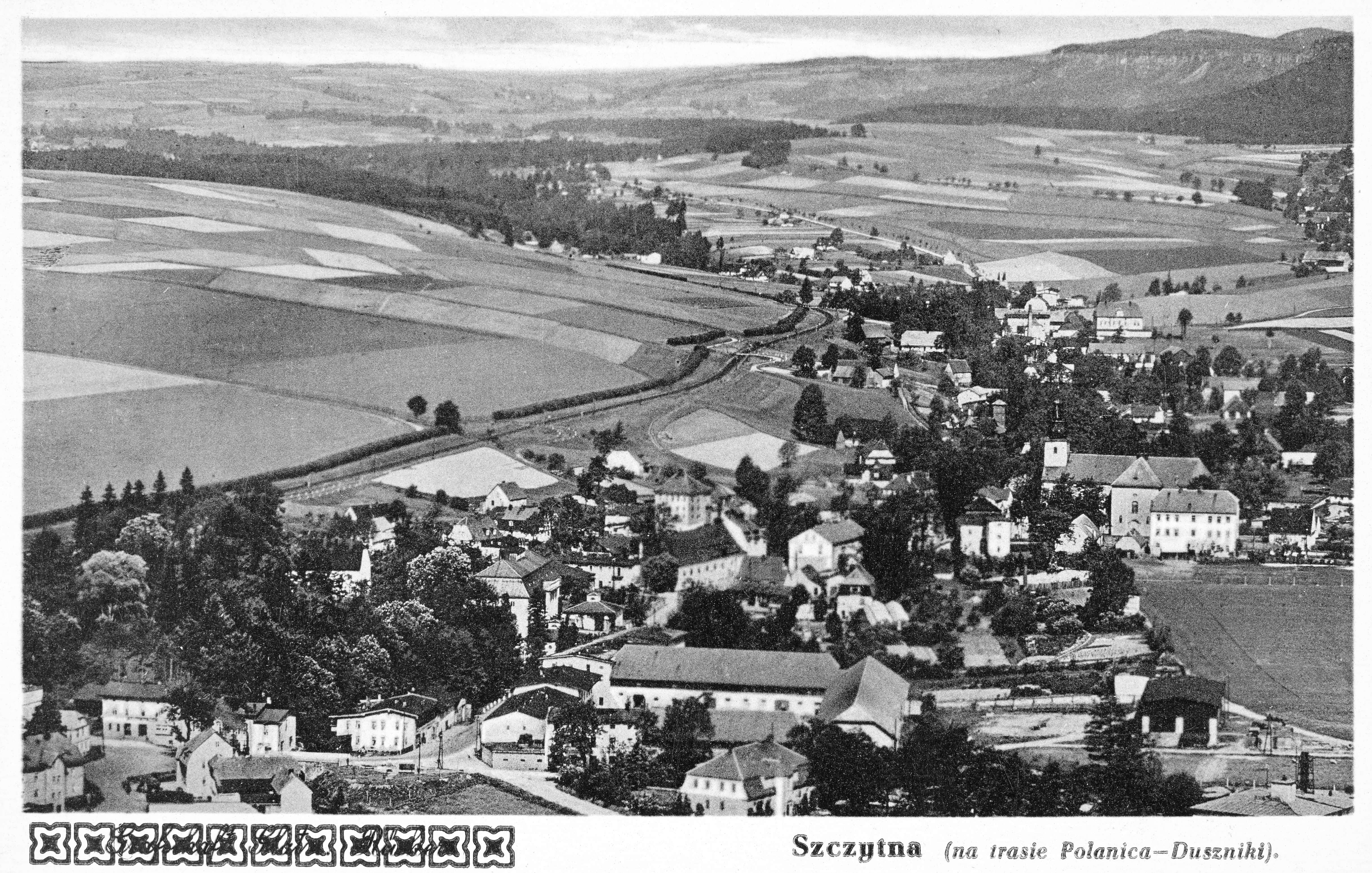
Widok miejscowości przed 1945 r.

Pierwsze wzmianki o Szczytnej pochodzą z XIV wieku, kiedy to osada należała do państewka homolskiego, a jej rozwój związany był z handlem (położenie na szlaku bursztynowym) i rozwijającym się rzemiosłem, a później przemysłem. W XVI wieku wraz z okolicznymi włościami zakupił ją znany w Europie lekarz i reformator religijny Jan Crato von Kraffstein i wtedy to została znacznie rozbudowana. Obok istniejącego już folwarku powstał tartak, młyn, browar i wiele zakładów rzemieślniczych. W XVII wieku wybudowano pierwszą hutę szkła, młyn i kilka warsztatów tkackich. W XIX wieku huta szkła została rozbudowana, uruchomiono szlifiernię kryształów Przeszłość pozostawiła Szczytnej nieco zabytków, które warte są obejrzenia i zapoznania się z ich historią.
Od 2007 r. w Szczytnej działa Bractwo Rycerskie Matki Bożej Królowej Pokoju, stowarzyszenie katolickie i regionalne wspierające inicjatywy promujące gminę oraz skupione m.in. na zachowaniu dziedzictwa narodowego i kulturowego poprzez materialną troskę o zabytki na terenie Szczytnej oraz popularyzację historii miejscowości i miejsc na terenie gminy Szczytna.
W 2014 r. miejscowa Huta Szkła Kryształowego „Sudety” została zamknięta, budynki fabryczne wyburzono.

## Demografia
Piramida wieku mieszkańców Szczytnej w 2014 roku.

## Zabytki
Do wojewódzkiego rejestru zabytków wpisane są:
- kościół pw. św. Jana Chrzciciela, barokowy z lat 1721–1723, przebudowany w latach 1907–1908, ołtarz główny i rokokowe tabernakulum z 1770, ołtarz św. Józefa z 1730, ołtarz św. Anioła z 1740, ambona z 1748, stalle i konfesjonały z warsztatu Ludwiga Jaschka z Barda z 1760, barokowa chrzcielnica z 1730. W kruchcie klasycystyczny nagrobek Siegfrieda von Hochberga z ok. 1834[11],
- cmentarz przykościelny,
- kaplica św. Anny, Batorów, z XVIII wieku,
- zespół zamkowy, z XIX wieku, z neogotyckim Zamkiem Leśna (do 2020 Dom Pomocy Społecznej dla Dzieci), z lat 1832–1838, przebudowany pod koniec XIX wieku

Zamek ten na górze Szczytnik jest największą atrakcją turystyczną. Dawna jego nazwa Burg Waldstein (dosłownie: Zamek „Leśny Kamień”) dobrze oddawała charakter neogotyckiej budowli. Wkomponowany w skały góruje nad Szczytną. Obok zamku jest obecnie urządzony punkt widokowy – stąd roztacza się wspaniała panorama gór i Obniżenia Dusznickiego, w którym leży Szczytna.
- przede wszystkim odnowiony, barokowy kościół parafii św. Jana Chrzciciela. Wewnątrz kościoła cennymi zabytkami są ambona z 1748 r., figura Jana Chrzciciela w ołtarzu głównym, ołtarze boczne, stalle, konfesjonały. Jednym z artystów, którym kościół zawdzięcza swój wystrój był znany na ziemi kłodzkiej twórca Michael Klahr Starszy. Przed kościołem, wśród zachowanych tablic nagrobnych wyróżnia się grobowiec Hochbergów (budowniczych zamku), a także polonicum – tablica nagrobna z 1850 r. z polskim tekstem,
- fragment pręgierza umieszczony przed prowadzącymi do kościoła schodami,
- figura św. Jana Nepomucena w centrum miasta, nad rzeką Kamienny Potok, polichromowana, z 1711[11],
- park, z pierwszej połowy XIX wieku,
- dom z 1711 roku, ul. Wolności 7,
- kamienny posąg św. Jana Nepomucena – w centrum miejscowości, przy skrzyżowaniu drogi krajowej nr 8 z ul. Sienkiewicza, nieopodal rzeki Kamienny Potok. W dniu 10 marca 1983 roku figura została wpisana do rejestru zabytków pod numerem: 883/422.

Inne zabytki:
- dworzec kolejowy z 1890 r. Do zabytków można już też zaliczyć miejscową stację kolejową wybudowaną ok. 1890 r. i całą linię kolejową na trasie Polanica-Zdrój, przez Szczytną, Duszniki-Zdrój do Kudowy-Zdroju, która to trasa jest wyjątkowo urozmaicona. Podróżnych oczekują tu wysokie wiadukty, wspaniałe widoki gór rozpościerające się z okien wagonów, przejazd przez tunele.

## Sport
W Szczytnej powstało Centrum Sportu Aktywnego Wypoczynku i Rehabilitacji Ruchowej. Przy istniejącej hali sportowej zostały wybudowane boiska ze sztuczną nawierzchnią do gry w piłkę ręczną, piłkę nożną, kort tenisowy, ścianka wspinaczkowa z parkiem linowym, plac zabaw i skateplaza z torem do nauki jazdy na wózkach inwalidzkich oraz niedawno powstały Pump Truck do jazdy na rowerze oraz tak zwany Street Workout.
W 2009 otwarto ogólnodostępne pole golfowe. Organizowane są tam turnieje i imprezy sportowe we współpracy z klubem golfowym Nebeská Rybná w Czechach.

## Wspólnoty wyznaniowe
- Kościół rzymskokatolicki:
  - parafia Matki Bożej Królowej Pokoju
  - parafia św. Jana Chrzciciela
- Świadkowie Jehowy:
  - zbór Szczytna-Duszniki (Sala Królestwa: Duszniki-Zdrój ul. Słowackiego 2)[13]

## Współpraca międzynarodowa
Miasta i gminy partnerskie:
- Międzychód
- Velké Poříčí
- Tegernheim
- Náměšť na Hané

## Szlaki turystyczne
Przez Szczytną przechodzą dwa szlaki turystyczne:
- droga Szklary–Samborowice – Jagielno – Przeworno – Gromnik – Biały Kościół – Żelowice – Ostra Góra – Niemcza – Gilów – Piława Dolna – Góra Parkowa – Bielawa – Kalenica – Nowa Ruda – Przełęcz pod Krępcem – Tłumaczów – Radków – Skalne Wrota – Pasterka – Przełęcz między Szczelińcami – Karłów – Lisia Przełęcz – Białe Skały – Skalne Grzyby – Batorów – Skała Józefa – Duszniki-Zdrój – Schronisko PTTK „Pod Muflonem” – Stare Bobrowniki – Nowe Bobrowniki – Szczytna – Zamek Leśna – Polanica-Zdrój – Przełęcz Sokołowska – Łomnicka Równia – Huta – Bystrzyca Kłodzka – Igliczna – Międzygórze – Przełęcz Puchacza,
- Kamienna Góra – Wolarz – U Huberta – Szczytna – Chocieszów – Wambierzyce.